# Eugenia irazuensis
Eugenia irazuensis är en myrtenväxtart som beskrevs av William Botting Hemsley. Eugenia irazuensis ingår i släktet Eugenia och familjen myrtenväxter.
Artens utbredningsområde är Costa Rica. Inga underarter finns listade i Catalogue of Life.